# Pseudalcis renaria
Pseudalcis renaria là một loài bướm đêm trong họ Geometridae.